# Galapagia solitaria
Galapagia solitaria es una especie de mantis de la familia Thespidae.

## Distribución geográfica
Se encuentra en las Islas Galápagos.